# Diphyllobothrium lanceolatum
Diphyllobothrium lanceolatum är en plattmaskart. Diphyllobothrium lanceolatum ingår i släktet Diphyllobothrium och familjen Diphyllobothriidae. Inga underarter finns listade i Catalogue of Life.